# 2014年商品和服务税法令
2014年商品和服务税法令（英語：Goods and Services Tax Act 2014，中文简称：「消费税法令」）是一套由马来西亚国会于2014年5月5日以简单多数通过，并于同年6月9日获得最高元首端姑阿都哈林御准的联邦法令。该法令于2014年6月19日施行，于2014年7月1日正式在全马来西亚生效。
2018年9月1日，销售和服务税（SST）正式取代商品和服务税（GST）。

## 法案内容
2014年商品和服务税法令以英文和马来文编写（若2个版本有出入则以英文为准），由19个章节组成，其中包括197节。
- 第1章：初步
- 第2章：管理
- 第3章：征收和税收范围
- 第4章：注册
- 第5章：会计，评估，恢复等
- 第6章：商品和服务退税基金
- 第7章：救济，退款和减免
- 第8章：特殊情况
- 第9章：货物和服务税的裁定
- 第10章：执法
- 第11章：犯罪和处罚
- 第12章：试验和程序
- 第13章：审查和上诉
- 第14章：指定区域
- 第15章：免费商业区
- 第16章：杂项
- 第17章：1972年销售税法的废除和节约
- 第18章：1975年服务税法的废除和节约
- 第19章：过渡性条款
- 附件1：时间表